# Traan (oog)

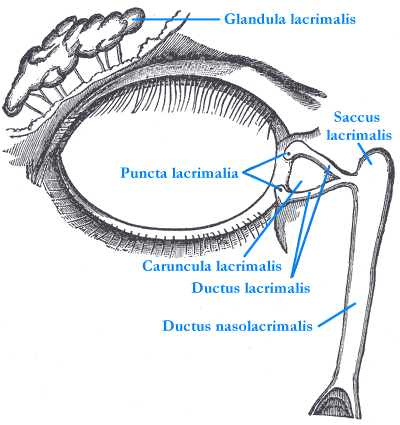
Oog met traanklier en traanzakje.
Glandula lacrimalis = traanklier Ductus nasolacrimalis = traanbuis.

Een traan is een zoute druppel oogvocht, en de vloeistof waaruit tranen bestaan wordt ook wel traanvocht genoemd. Traanvocht is een vloeistof die voornamelijk dient ter bevochtiging van het oog. Daarnaast drijft het stofdeeltjes af die langs de wimpers weten te komen. Ook bevat het stoffen als lysozym, een eiwit dat de celwanden van bacteriën afbreekt zodat deze onschadelijk worden gemaakt.
Het oog wordt permanent vochtig gehouden door het traanvocht, dat wordt afgescheiden door de traanklieren. Het vormt een vloeistoffilm tussen de oogbal en het ooglid. Deze exocriene klieren zijn ongeveer zo groot als een amandel en bevinden zich tegen het oog in de oogkas. Bij iedere knippering van de oogleden verspreidt het traanvocht zich over de oogbol.
De normale productie van traanvocht bedraagt ongeveer 1 microliter/minuut. Dit is juist genoeg om het oogoppervlak vochtig te houden. De overmaat aan vloeistof wordt afgevoerd door de traanpunten op het onderste ooglid en komt via de traankanaaltjes terecht in de traanzak en wordt vandaar verder afgevoerd naar het neusslijmvlies.
De samenstelling van tranen is zeer complex en afwijkend van alle andere lichaamsvloeistoffen. Het traanvocht is voornamelijk opgebouwd uit water, verschillende eiwitten en slijmhoudende componenten. Het bevat verder onder andere de stoffen natrium, kalium, immunoglobulinen en glucose. De belangrijkste elektrolyten zijn natrium, kalium, calcium en magnesium. Een kenmerkend eiwit is het lysozym, een bacterie-oplossend enzym, dat reeds door de beroemde bacterioloog en ontdekker van de penicilline, Alexander Fleming, werd gevonden.
Het traanvocht kan 's nachts uit de ogen lopen, het droogt dan op in de ooghoeken. 's Ochtends zit dan 'drek in de ogen' of, indien opgedroogd, harde korreltjes. Deze korreltjes worden ook wel 'slaap' genoemd, naar de toestand waarbij deze korreltjes ontstaan. Het oogvocht wordt normaal gesproken afgevoerd naar de traanbuis, onderaan het oog aan de kant van de neus.
Als er overmatig traanvocht geproduceerd wordt, kan er een druppel oogvocht uit het oog lopen. Ook wordt een gedeelte van het vocht vaak afgevoerd door de neus, wat leidt tot begeleidend snotteren (wat eigenlijk een verkeerde benaming is aangezien het immers niet gaat om snot). Overmatige oogvochtproductie ontstaat vaak bij hevige emotie en is een van de 'symptomen' van huilen. Ook een irritatie in de ogen kan tranen veroorzaken. Een bekend voorbeeld is het snijden van uien en hooikoortsaanvallen. Soms produceren mensen ook opzettelijk tranen om een effect te bereiken bij de toeschouwer bijvoorbeeld om de indruk te wekken dat men huilt. In zo'n geval spreken we van krokodillentranen.